# Distrikt Kalungu
Kalungu ist ein Distrikt in Zentraluganda. Die Hauptstadt des Distrikts ist Kalungu. 

## Lage
Der Distrikt Kalungu grenzt im Norden an den Distrikt Gomba, im Nordosten an den Distrikt Butambala, im Osten an den Distrikt Mpigi, im Süden an den Distrikt Masaka und im Westen an den Distrikt Bukomansimbi.

## Geschichte
Der Distrikt Kalungu entstand 2010 aus Teilen des Distrikts Masaka.

## Demografie
Die Bevölkerungszahl wird für 2020 auf 194.100 geschätzt. Davon lebten im selben Jahr 20,2 Prozent in städtischen Regionen und 79,8 Prozent in ländlichen Regionen.
| Zensusjahr | Einwohnerzahl |
| ---------- | ------------- |
| 1994       | 152.028       |
| 2002       | 160.684       |
| 2014       | 183.232       |